# Рудница
Ру́дница (укр. Рудни́ця) — посёлок в Тульчинском районе Винницкой области Украины.

## Географическое положение
Рудница расположена в самой высокой точке в Песчанском районе.

## Происхождение названия
Название «рудница», возможно, связано с профессиональным занятием жителей населённого пункта в давние времена, а именно с добычей руды и ремесленной (местной) металлургией. Рядом с посёлком находится другой населенный пункт со схожим названием — Рудницкое, которое было основано раньше.

## История
В 1970 году численность населения составляла 2200 человек.
В январе 1989 года численность населения составляла 1908 человек.
По состоянию на 1 января 2025 года численность населения составляла 1072 человека.

## Религия
В посёлке действует Свято-Михайловский храм Песчанского благочиния Могилёв-Подольской епархии Украинской православной церкви.

## Достопримечательности
Достопримечательностью посёлка является историческая узкоколейная железная дорога Рудница — Голованевск.